# Condado de Dixie
O condado de Dixie (em inglês:  Dixie County) é um dos 67 condados do estado americano da Flórida. A sede e cidade mais populosa do condado é Cross City. Foi fundado em 25 de abril de 1921.

## Geografia
De acordo com o United States Census Bureau, o condado possui uma área de 2 237 km², dos quais 1 826 km² estão cobertos por terra e 411 km² por água.

## Demografia
Segundo o censo nacional de 2010, o condado possui uma população de 16 422 habitantes e uma densidade populacional de 9 hab/km². Possui 9 319 residências, que resulta em uma densidade de 5 residências/km².
Das duas localidades incorporadas no condado, Cross City é a mais populosa e a mais densamente povoada, com 1 728 habitantes e densidade populacional de 354,9 hab/km². Horseshoe Beach é a menos populosa, com 169 habitantes. De 2000 para 2010, ambas localidades tiveram redução da sua população, sendo que Horseshoe Beach reduziu em 18%.